# Cotovelada

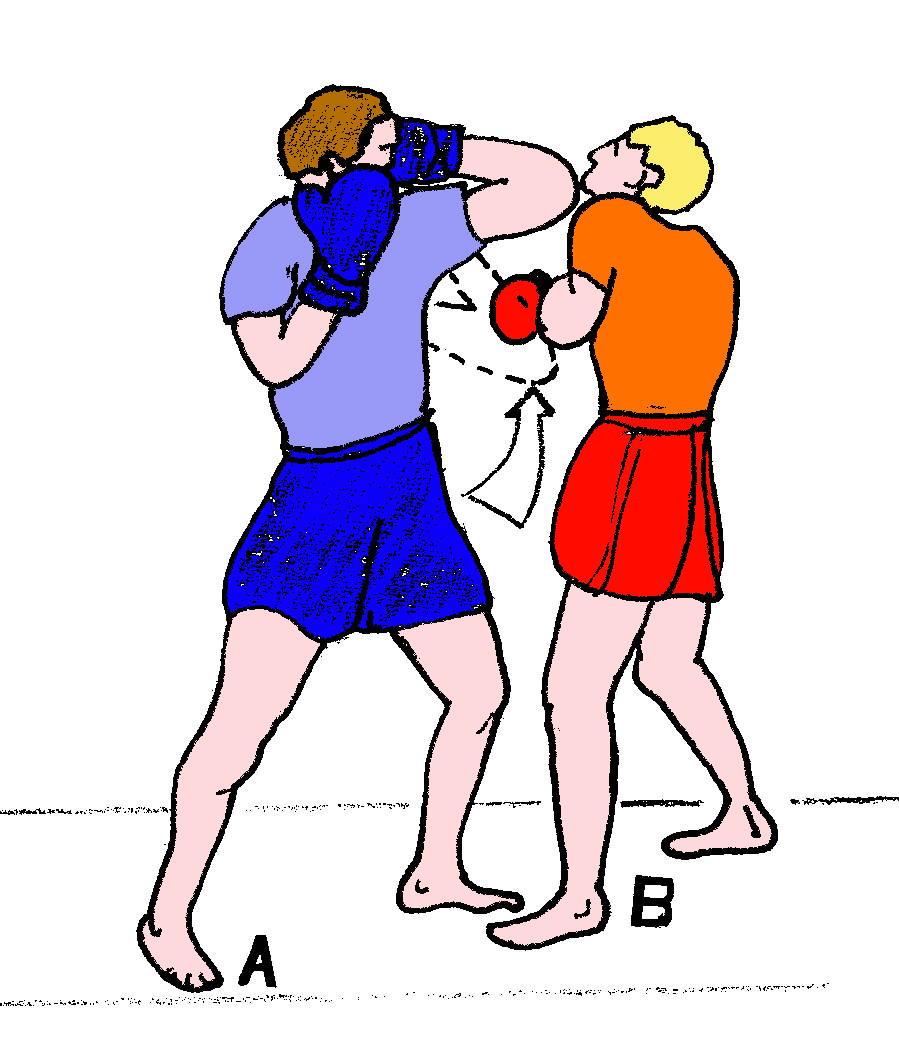
Cotovelada ascendente ao queixo no boxe birmanês

Cotovelada refere-se a uma pancada desferida com o cotovelo. Este golpe é praticado em algumas artes marciais principalmente no Muay Thai, Capoeira outras artes marciais indochinesas. Existe seis formas principais de utilização do cotovelo para golpear:
- Cotovelada lateral
- Cotovelada circular
- Cotovelada frontal
- Cotovelada cima-abaixo (descendente)
- Cotovelada baixo-acima (ascendente)
- Cotovelada rotativa (com ou sem retorno)

Algumas destas técnicas pedem adoptar diferentes tipos de trajectórias, onde a colocação da anca é feita de forma variável dependendo do alvo em causa. Algumas desta técnicas podem ser desferidas tanto em salto, como com os dois braços, em escada, ou com efeitos combinados. Outras técnicas são combinadas num ataque simultâneo de dois ou mais golpes como por exemplo a execução de uma joelhada juntamente com uma cotovelada, relativamente frequente no Muay Thai. No treino deste tipo de técnica é normalmente utilizada uma proteção esponjosa no cotovelo.